# 礼部
礼部（れいぶ、満洲語：dorolon i jurgan）は、六部の一で、礼楽儀仗・教育・国家祭祀・宗教・外交・科挙などを司掌した。
祖型は漢代にまで遡り、歴代王朝を通じて整備が進み、一時は祠部と改称された。唐代には、長官に尚書（礼部尚書）、次官に侍郎（礼部侍郎）が置かれ、礼部に属する礼部司（礼楽・儀式・衣冠など）・祠部（しぶ）司（祠祀・国忌・廟・諱・天文・医薬・宗教）・膳部（ぜんぶ）司（飯膳・食糧）・主客（しゅかく）司（外交）の4司それぞれに判官である郎中（ろうじゅう）と員外郎（いんがいろう）が設置された。科挙の学術試験は礼部侍郎が司掌するが、その合格者は更に吏部で身言書判が試験（吏部試）されて官吏に登用される定めであった。
宋代には代官を充てていたが、元豊年間（基督教暦11世紀後葉）の改革で復旧し、明、清代を通じて存在した。清宣統3年（同1911年）の内閣官制実施で廃止された。